# Лугето (Венеција)
Лугето (итал. Lughetto) је насеље у Италији у округу Венеција, региону Венето.
Према процени из 2011. у насељу је живело 838 становника. Насеље се налази на надморској висини од -1 м.